# Casa dell’Atrio a Mosaico

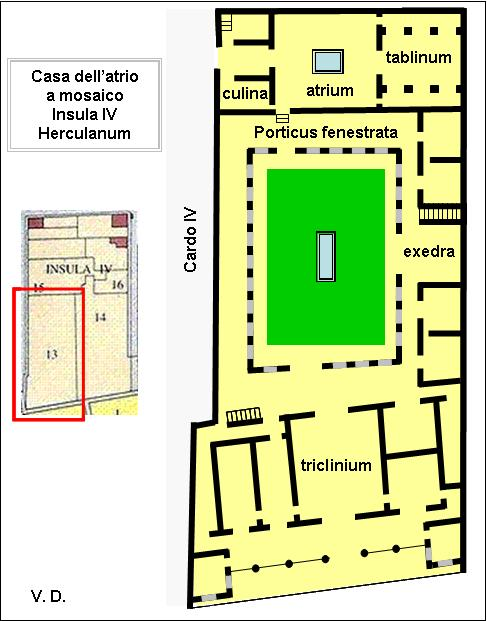
Grundriss, Norden ist auf der linken Seite

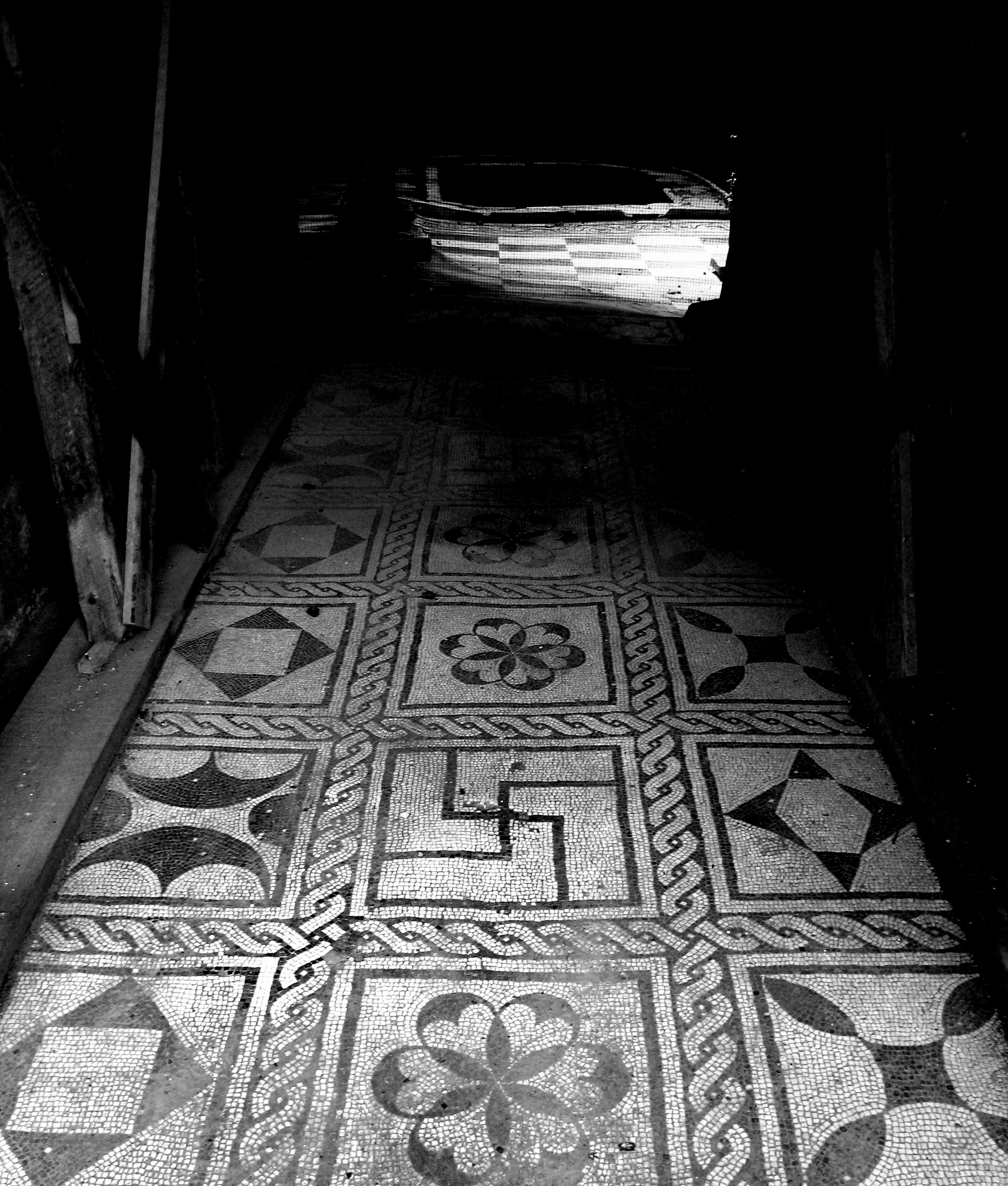
Mosaiken

Die Casa dell’Atrio a Mosaico (Haus mit dem Mosaik im Atrium) ist ein großes, reich ausgestattetes Haus in Herculaneum (Insula IV.2), das ab 1929 unter der Leitung von Amedeo Maiuri ausgegraben wurde. Bei früheren Ausgrabungen des 18. Jahrhunderts wurden bereits Teile des Baues freigelegt, einzelne Malereien aus den Wänden geschnitten und nach Neapel gebracht. Das Haus fällt vor allem durch seine ungewöhnliche Architektur auf. Seine Westseite steht auf der Stadtmauer, die damals nicht mehr als solche genutzt wurde. In der Antike überblickte diese Front des Hauses das Meer. Zentrum der Anlage ist ein Garten und nicht, wie sonst üblich, ein Atrium. Es ähnelt in seinem Grundriss der nebenan liegenden Casa dei Cervi. Das Haus stammt in seinem jetzigen Plan aus augusteischer Zeit.
Der Eingang des Hauses liegt im Nordosten und führt über die Fauces in das Atrium. Neben den Fauces befindet sich die Küche des Hauses. Hinter dem Atrium schließt sich ein ausgesprochen großes Tablinum an, dessen Decke von vier Pfeilern gestützt wird und das somit einer kleinen Basilika gleicht. Das Atrium und die Fauces sind mit schwarz-weißen, geometrischen Mosaiken dekoriert, die dem Haus seinen modernen Namen gaben. Das Tablinum weist gut erhaltene Wandmalereien auf weißen Grund im 4. Stil auf. Sein Fußboden war mit Opus sectile ausgelegt, das im 18. Jahrhundert entfernt worden ist. Vom Atrium gibt es einen Zugang zum Garten, der den zentralen Platz des Hauses einnimmt. An der Südseite gibt es eine Reihe von Räumen, wohl Schlafzimmer, die zum großen Teil ausgemalt sind. Der zentrale Raum ist eine Exedra mit aufwendigen Malereien auf blauem Grund im 4. Stil. Weitere Räume schließen sich westlich vom Garten an, mit einem großen Triclinium als Zentralhalle. Dessen Wandmalereien sind nur schlecht erhalten. Sie zeigten einst Architekturen auf schwarzem Grund im 4. Stil. In der Casa dei Cervi gibt es vergleichbare Malereien. Die beiden Häuser sind wahrscheinlich von derselben Werkstatt ausgemalt worden. Vom Triclinium aus hatte man in der Antike eine Aussicht auf den Golf von Neapel.